# Гадельгареево
Гадельгаре́ево (баш. Ғәҙелгәрәй) — деревня в Бурзянском районе Республики Башкортостан Российской Федерации. Входит в состав Киекбаевского сельсовета.

## География

### Географическое положение
Расстояние до:
- районного центра (Старосубхангулово): 32 км,
- центра сельсовета (Киекбаево): 16 км,
- ближайшей железнодорожной станции (Белорецк): 175 км.

## Население
| 2002 | 2009 | 2010 |
| ---- | ---- | ---- |
| 441  | ↗508 | ↘435 |

Национальный состав
Согласно переписи 2002 года, преобладающая национальность — башкиры (98 %).

## Религия
В деревне есть мечеть.